# Tulio Quinteros
Tulio Quinteros (Esmeraldas, 4 april 1963) is een voormalig Ecuadoraans profvoetballer, die speelde als middenvelder. Hij beëindigde zijn loopbaan in 1996 bij Valdez Sporting Club.

## Clubcarrière
Quinteros kwam onder andere uit voor Esmeraldas Petrolero, Barcelona SC, Valdez Sporting Club en Deportivo Cuenca.

## Interlandcarrière
Quinteros speelde in totaal veertien officiële interlands voor Ecuador in de periode 1983-1985. Onder leiding van bondscoach Ernesto Guerra maakte hij zijn debuut op 26 juli 1983 in de vriendschappelijke thuiswedstrijd tegen Colombia (0-0), net als Hamilton Cuvi, Wilson Armas, Gabriel Cantos, Orlando Narváez en Hans Maldonado.

## Erelijst
Barcelona SC
- Campeonato Ecuatoriano

1985, 1987, 1989